# Haemabasis continua
Haemabasis continua là một loài bướm đêm trong họ Noctuidae.